# 情報文化学部
情報文化学部（じょうほうぶんかがくぶ）は、かつて存在した日本の大学の学部の一つ。
情報リテラシーを養ったり、情報を軸として多岐にわたる学問分野を扱ったりと、教育・研究内容は大学や学科によって様々である。情報文化学部に設置される学科には、情報システム学科、PR学科、情報メディア学科、自然情報学科、社会システム情報学科、情報文化学科、社会情報学科などがあった。

## かつて存在した情報文化学部の一覧

### 名古屋大学
名古屋大学においては、1993年に教養部を改組し、文理融合型の学部として情報文化学部（英称：School of Informatics and Sciences）が創設される。前身である教養部とその構成母体である第八高等学校の流れを汲む学部である。本学部は、名古屋大学学術憲章に掲げている「研究と教育の創造的な活動を通じて、世界屈指の知の創成と将来を担う勇気ある知識人を育成することによって社会に貢献する」という理念に基づいた教育を基本に、文・理のボーダーを超え、さまざまな“知”を媒介できる人材の育成を目標としている。
名古屋大学情報文化学部は“情報”と“環境”を軸にした教育系による学際的な教育が特色であり、情報を核とする媒介型知力で異分野をつなぎ人類の課題に挑む人間を輩出している。具体的には、カリキュラムにおいて、まず『人類生存のための科学』という本学部のすべての基本となる概念を学び、その上でコンピュータを駆使できる人工言語リテラシー、日本語・英語などを使用して情報を発信できる自然言語リテラシー、数学に代表される論理的な思考力という3つの基礎力を習得する。さらに、文理融合・脱領域的な問題を解決できるシステム思考の育成を図っている。教育及び研究領域は様々であり情報文化学部は自分自身が望めばどんなことでもできる学部であると言える。
情報文化学部は自然情報学科と社会システム情報学科の2学科から組織されている。さらに3年次には、専門分野の教育および卒業研究指導を行うための教育系に所属する。自然情報学科は、複雑システム系、数理情報系、環境システム系の3つ、社会システム情報学科は、環境法経システム系、社会地域環境系、心理システム系、メディア社会系の4つに分かれる。所属系における教育は名古屋大学大学院情報科学研究科、並びに環境学研究科の教員が担当するため、大学院進学において連続性を失うことなく研究を進めていくことが可能である。
この幅広い学問分野は、同大学の卒業生の進路先にも表れており、情報通信産業のみならず、製造業、金融保険業、流通業などほとんどの業種にわたっている。このようにして得られた実績や先輩たちの活躍が、社会からの信頼を集め、後輩たちの進路をサポートする体制が整っているのも、本学部の大きな特徴のひとつである。
2017年4月、情報文化学部は情報学部に改組された。

### 新潟国際情報大学
新潟国際情報大学においては、文系／理系の枠を超え、新しい価値観とノウハウを持った人材を育成することを目的としている。ITの進歩により、世界中の情報を瞬く間に手にすることができるようになった現代、私たちの社会は根本的な変革が求められるようになっている。急速に進む国際化と情報化に対応できる新しい価値観を持った人材が必要とされている時代背景から、世界文化としての情報文化の意味を理解し、情報文化の創造と発展に貢献することのできる人材を育成を目指す。
新潟国際情報大学情報文化学部は、各国の言語、異文化を理解し、国際化社会に対応できる人材を育成する「情報文化学科」と、最新の情報技術（IT）と情報システム（IS）を作る人材と、ISを理解し身につけ活用できる人材を育成する「情報システム学科」の2つから成り立っており、こうした新しい社会の構築に対応し、リードしていく知識、技術そして人間性を身につけることができる。また、両学科共通のカリキュラムの「基礎科目」「共通科目」では、国際化・情報化に対応できる基礎力を身につけ、「専門科目」でも、お互いに他学科の科目を履修することも可能である。
2018年4月、情報文化学部は経営情報学部に改組された。

### 名古屋文理大学
名古屋文理大学でも設置されていたが、2012年、情報メディア学部に改組された。

### 広島国際学院大学
最後まで情報文化学部が設置されていた大学は、広島国際学院大学のみであったが、広島国際学院大学では全ての学部と大学院で2020年以降の学生募集を停止。